# اسن

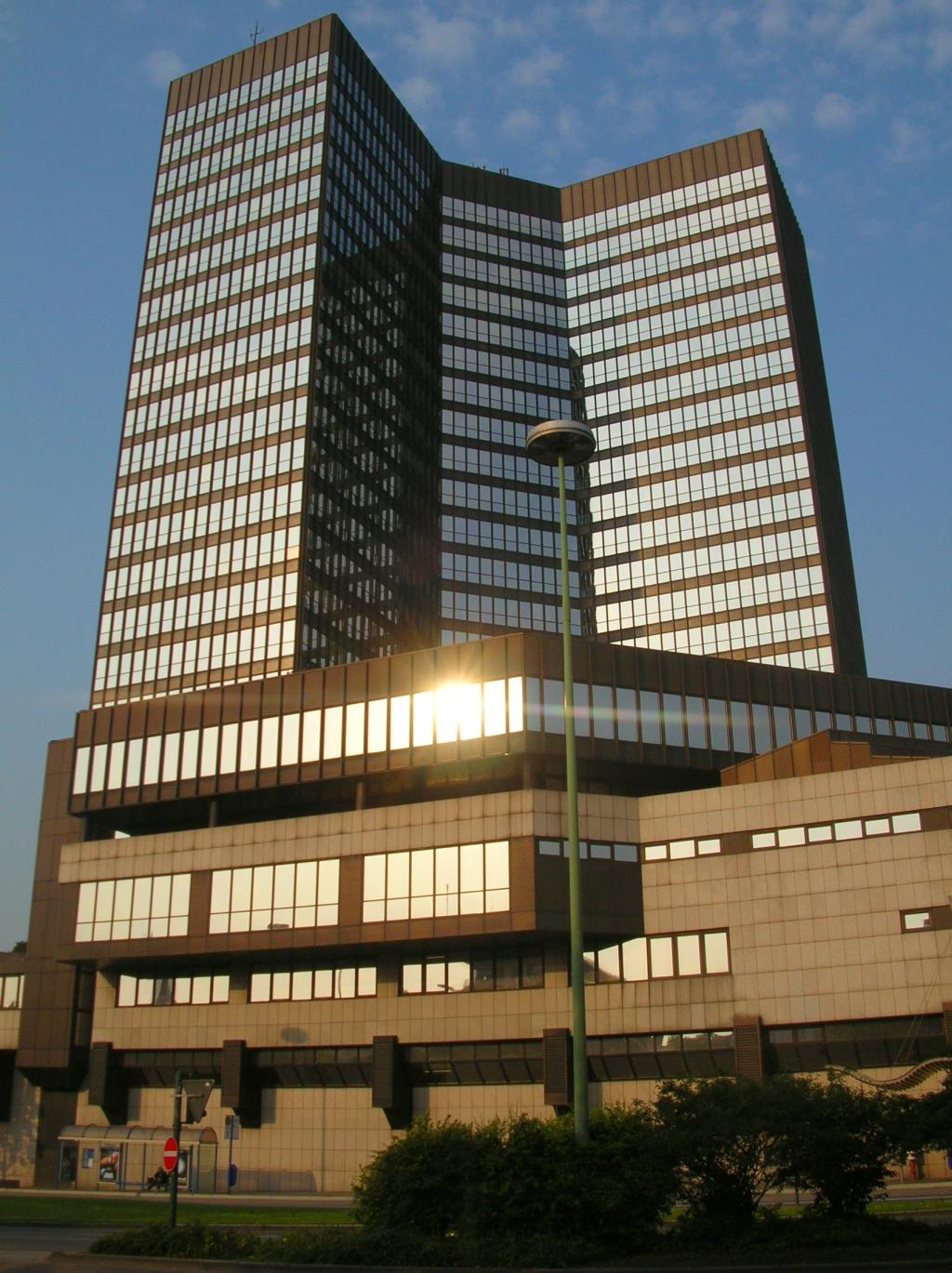
ساختمان شهرداری اِسِن از سال ۱۹۷۹

اِسِن (به آلمانی: Essen) یکی از شهرهای کشور آلمان است که در ایالت نوردراین-وستفالن واقع شده و ۵۶۹٬۸۸۴ نفر جمعیت دارد.

## جغرافیا
اسن یکی از شهرهای ایالت نوردراین-وستفالن آلمان می‌باشد که در مرکز منطقه رور قرار دارد و رودخانهٔ رور از میان محله‌های کوپفادره، هایزینگن، فیشلاکن و وردن می‌گذرد و دریاچه بالدنای زه را در جنوب این شهر تشکیل می‌دهد.
جمعیت این شهر در سال ۲۰۱۰ بالغ بر ۵۷۴٬۶۳۵ نفر برآورد شده است که از این‌جهت نهمین شهر بزرگ در آلمان و بعد از کلن، دوسلدورف و دورتموند چهارمین شهر بزرگ ایالت نوردراین-وستفالن محسوب می‌شود.
متوسط ارتفاع این شهر از سطح دریا ۱۱۶ متر است، بلندترین نقطه آن محله هایدهاوزن با ۲۰۲٬۵ متر ارتفاع و پست‌ترین نقطه آن با ۲۶٬۵ متر ارتفاع محله کارناپ می‌باشد.

## فرهنگ
اسن از طرف منطقهٔ رور در سال ۲۰۱۰ به‌عنوان «پایتخت فرهنگی اروپا» شناخته شده بود.

## اقتصاد
پیش‌تر این شهر مهم‌ترین مرکز تولید زغال‌سنگ و فولاد در آلمان شناخته می‌شد و در گذشته‌های دور نیز کارخانه‌های تولید آهن در آن قرار گرفته بوده‌اند.
بزرگ‌ترین کارخانجات تولیدکننده فولاد آلمان به نام شرکت تیسن‌کروپ (به آلمانی: ThyssenKrupp) در شهر اسن واقع شده است.
اسن یکی از مهم‌ترین عوامل توسعه‌دهندهٔ صنعت در منطقه بوده است و بیش‌تر اوقات به‌همراه دوسلدرف به‌عنوان «میز تحریر منطقهٔ رور» شناخته می‌شود.
در این شهر ۱۳ الی ۱۰۰ شرکت بزرگ آلمانی فعالیت می‌کنند. برای نمونه، دفتر مرکزی مدیون در این شهر واقع است.